# Wer soll das bezahlen?
Wer soll das bezahlen? ist ein 1949 von Jupp Schmitz (Musik) und Kurt Feltz (Text) geschriebenes Karnevalslied, das heute auch außerhalb der Karnevalssaison als Schlager gesungen wird.

## Entstehungsgeschichte
Jupp Schmitz trat 1948 erstmals im Kölner Karneval auf. Der Kehrreimbeginn Wer soll das bezahlen? fiel Kurt Feltz ein und sollte sich zu einer der ersten erfolgreichen Hooklines aus der Feder von Feltz entwickeln. Jupp Schmitz schrieb die Melodie, Kurt Feltz unter dem Pseudonym Walter Stein den Text. Das Karnevalslied Wer soll das bezahlen? war eine Anspielung auf die durch die Währungsreform vom Juni 1948 ausgelösten Preissteigerungen. Das kurz nach der Währungsreform auf den Markt kommende Angebot überforderte die Kaufkraft der deutschen Konsumenten. Genau diese Situation nutzte der auf zu bezahlende Thekenrunden verengte Text. Wer soll das bezahlen? wurde am 21. Oktober 1949 in Hochdeutsch mit dem Orchester Hermann Hagestedt und dem Comedian-Quartett aufgenommen.

## Veröffentlichung
Die Schellackplatte Ich fahr mit meiner Lisa / Wer soll das bezahlen? (Polydor 48260) kam erstmals in der Karnevalssaison 1949/1950 auf den Markt. Das Lied wurde auf Anhieb einer der meistgesungenen Schlager. Daran konnte auch der Plagiatsvorwurf des Hofbräuhaus-Lied-Komponisten Wilhelm „Wiga“ Gabriel nichts ändern, der in Schmitz’ Erfolgstitel sein 1936 entstandenes Soldatenlied Sie hieß Marie, und treu war sie wiederzuerkennen glaubte.
Jupp Schmitz konnte das Landgericht Köln davon überzeugen, dass beide Melodien auf eine alte Volksweise zurückgehen, so dass Gabriel den Prozess verlor und die beträchtlichen Prozesskosten zu tragen hatte. Seitdem hat sich die Popularität deutschlandweit ausgedehnt, und das Lied konnte sich auch außerhalb der Karnevalssaison als Schlager durchsetzen.

## Coverversionen
Es gibt mindestens zwölf Coverversionen, darunter von den Metropol-Vokalisten (1949), Armin Münch (1950), dem Lucas Trio (1950), Fred Brückner, dem Comedian Quartett mit Adalbert Luczkowski oder Gus Backus (1962). 1954 coverte der Däne Holger Hansen den Song unter dem Titel  Hvem skal nu betale?. Die Firma 1&1 Internet nutzte das Lied für einen ihrer Werbespots.